# Robert Hunt (scientifique)

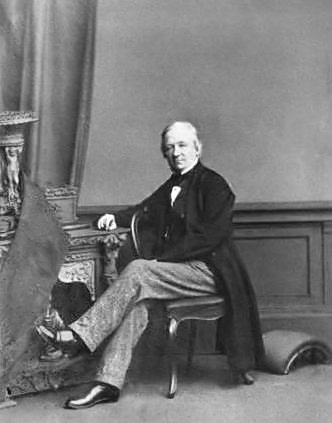
Robert Hunt, photo publiée en 1864

Robert Hunt, né le 6 septembre 1807 à Devonport près de Plymouth et mort le 17 octobre 1887 à Londres, est un scientifique britannique, minéralogiste de profession, mais également antiquaire, poète amateur folkloriste et pionnier de la photographie.

## Biographie

### Enfance et formation
Robert Hunt naît le 6 septembre 1807 à Devonport près de Plymouth. Son père, officier de marine, se noie alors que Robert est encore jeune. Robert commence des études de médecine à Londres, mais sa santé le pousse à retourner s'installer en Cornouailles.
En 1829, il publie The Mount's Bay; a descriptive poem ... and other pieces, mais ne connaît que peu de succès critique et financier.
En 1840, Hunt devient secrétaire de la Royal Cornwall Polytechnic Society à Falmouth. C'est là qu'il rencontre Robert Were Fox et mène avec lui des recherches en physique et en chimique.

### Carrière
En 1845, il accepte l'invitation de Sir Henry de la Beche de devenir conservateur des archives minières au Geological Museum de Londres. 
Lorsque l'école des mines est créée en 1851, il donne pendant deux ans des cours de mécanique, puis de physique expérimentale.
Il est élu membre (fellow) de la Royal Statistical Society en 1855.
En 1858, avec la Royal Cornwall Polytechnic Society, il fonde la Miners Association, une organisation professionnelle représentant l'industrie minière.
Son travail principal est la collecte et la publication des Mineral statistics of the United Kingdom, qu'il poursuit jusqu'à sa retraite en 1883, lorsque le bureau des archives minières est transféré au ministère de l'Intérieur.
En 1884, il publie British Mining, un important ouvrage sur l'exploitation minière britannique, traitée de façon très détaillée, tant sur les plans historique que pratique. Il publie également la cinquième édition et quelques éditions ultérieures du Dictionary of Arts, Mines and Manufactures d'Andrew Ure.

### Autres centres d'intérêt
Hunt s'intéresse à de nombreux sujets autres que la minéralogie et publie plusieurs ouvrages de vulgarisation sur divers sujets : pionnier de la photographie, poète, antiquaire et passionné de folklore.
Après le développement du daguerréotype par Louis Daguerre en 1839, Hunt se consacra à la photographie avec enthousiasme. Deux ans plus tard, en 1841, il publie son Manual of Photography, premier traité anglais sur le sujet.
Hunt mène également des expériences sur les effets de la lumière et publie Researches on Light en 1844. Il développe également l'actinomètre en 1845.
Hunt s'intéresse également à la poésie dès sa jeunesse, en écrivant et publiant régulièrement des poèmes et tente, dans les années 1830, de se lancer dans une carrière de dramaturge. En 1848, Hunt publie l'ambitieux ouvrage The Poetry of Science à destination du grand public, qui retrace la plupart des découvertes importantes réalisées en philosophie naturelle, tout en insistant sur les aspects moraux, métaphysiques et esthétiques. Hunt y affirme que la science et la recherche sont des sujets relevant du langage poétique.
Il se fait également folkoriste et en 1865 publie Popular Romances of the West of England, un recueil de mythes et de légendes de l'ancienne Cornouailles, qu'il a lui-même collectées, et qui s'avère si populaire qu'il a connaît plusieurs rééditions.

### Mort et postérité
Robert Hunt meurt à Londres le 17 octobre 1887 à Chelsea (Londres), à l'âge de 80 ans.
Un musée minéralogique est créé en sa mémoire à l'école des mines de Redruth, mais celui-ci ferme en 1950 et les minéraux sont transférés à la School of Metalliferous Mining, devenue aujourd'hui l'École des mines de Camborne (en).